# Aulad al-Arab
Aulad al-Arab, Arab Uszaghi (arab. أولاد العرب) – miejscowość w Syrii, w muhafazie Aleppo. W 2004 roku liczyła 2189 mieszkańców.